# Josephine (Vorname)
Josephine ist ein weiblicher Vorname.

## Herkunft und Bedeutung
Josephine ist die Erweiterung des weiblichen Vornamens Josefa, der weiblichen Form des männlichen Vornamens Josef – (hebräisch) und bedeutet: Gott fügt hinzu / möge vermehren.

## Namenstage
- 26. Oktober (Josephine Leroux)
- 8. Februar (Josefine Bakhita)
- 19. März (Josef von Nazaret)

## Varianten
Josefin (skandinavisch), Josefina (spanisch), Josefine, Joséfine, Josephina, Joséphine (französisch);
auch: Fina, Fini, Finja, Finnja, Josi, Josie, Josy, Josey, Jo, Finette, Finne, Fine, Josette (französisch), Josianne, Josina, Josl, Pepi, Peppl, Phini, Jossica, Finchen, Jozefína (slowakisch), Józefina (polnisch), Josáe, Fifi (französisch), Joe, Yosephine, Phine, Jojo, Jozefin, Jozephin, Josephin, Jose, Finika

## Namensträgerinnen
- Josephine Angelini (* 1975), US-amerikanische Autorin
- Josephine von Baden (1813–1900), Prinzessin von Baden
- Josephine von Belgien (1872–1958), Prinzessin von Belgien und durch Heirat Prinzessin von Hohenzollern
- Josephine Baker (1906–1975), US-amerikanisch-französische Tänzerin
- Joséphine de Beauharnais (1763–1814), erste Gattin von Napoleon
- Josephine Brandell (1891–1977), britische Opernsängerin und -schauspielerin
- Josephine Bosma, (* 1962), niederländische Kunstkritikerin und Radiojournalistin
- Josephine Brunsvik (1779–1821), ungarische Gräfin und mutmaßliche Geliebte Beethovens
- Josephine Butler (1828–1906), britische Feministin
- Josephine Byrnes (* 1966), US-amerikanisch-australische Schauspielerin
- Josephine Cochrane (1839–1913), US-amerikanische Erfinderin
- Josephine Chaplin (1949–2023), US-amerikanische Schauspielerin und Tochter von Charlie Chaplin
- Josephine Davies (* ≈1980), britische Jazzmusikerin
- Josephine Farrington, Baroness Farrington of Ribbleton (1940–2018), britische Politikerin (Labour Party)
- Josephine Fock (* 1965), dänische Politikerin
- Josephine Haas (1783–1846), deutsche Wohltäterin
- Josephine Henning (* 1989), deutsche Fußballspielerin
- Josephine Højbjerg (* 2003), dänische Schauspielerin
- Josephine Hull (1877–1957), US-amerikanische Schauspielerin
- Josephine Jacob (* 1981), deutsche Schauspielerin
- Joséphine Jobert (* 1985), französische Schauspielerin
- Josephine Caroline Lang (1815–1880), deutsche Liedkomponistin und Sängerin der Romantik
- Josephine zu Leiningen-Westerburg (1835–1917), deutsche Schriftstellerin
- Josephine von Leuchtenberg (1807–1876), Königin von Schweden und Norwegen
- Josephine Levy-Rathenau (1877–1921), Sozialarbeiterin und Pionierin der deutschen Frauenbewegung
- Josephine Makieu (* 1959), sierra-leonische Krankenschwester und Politikerin (SLPP)
- Josephine McKim (1910–1992), US-amerikanische Schwimmerin und Schauspielerin
- Josephine Meckseper (* 1964), deutsche Konzeptkünstlerin
- Josephine Oniyama (* 1983), britische Soulsängerin
- Josephine Platner Shear (1901–1967), US-amerikanische  Klassische Archäologin
- Josephine Rowe (* 1984), australische Schriftstellerin
- Josephine Schlanke (* 1988), deutsche Fußballspielerin
- Josephine Schmidt (* 1980), deutsche Schauspielerin
- Joséphine Serre (* 1982), französische Film- und Fernsehschauspielerin
- Josephine Siebe (1870–1941), deutsche Redakteurin und Kinderbuchautorin
- Josephine Tey (1896–1952), britische Kriminalschriftstellerin
- Josephine Veasey (1930–2022), britische Opernsängerin (Mezzosopran)
- Josephine Wessely (1860–1887), österreichische Schauspielerin
- Josephine Witt (* 1993), deutsche politische Aktivistin
- Josephine Wu (* 1995), kanadische Badmintonnationalspielerin

Josefina:
- Josefina Benedetti (* 1953), venezolanische Komponistin
- Josefina Halein (1904–1990), deutsche Politikerin (KPD)
- Josefina Lavalle (1924–2009), mexikanische Balletttänzerin, Choreografin und ehemalige Ballettdirektorin
- Josefina Pla (1903–1999), Schriftstellerin und Töpferin aus Paraguay
- Josefina Rodríguez de Aldecoa (1926–2011), spanische Schriftstellerin
- Josefina Vannini (1859–1911), italienische Ordensschwester und Ordensgründerin
- Josefina Vázquez Mota (* 1961), mexikanische Politikerin (PAN)
- Josefina Vidal (* 1961), kubanische Diplomatin
- Josefina Vilsmaier (* 1992), deutsche Schauspielerin

Josefine:
- Josefine von Artner (1869–1932), österreichisch-deutsche Opernsängerin und Gesangspädagogin
- Josefine Bakhita (1869–1947), Heilige der römisch-katholischen Kirche
- Josefine Cronholm (* 1971), schwedische Sängerin des Modern Jazz
- Josefine Domes (* 1981), deutsche Musikerin und Schauspielerin
- Josefine Dora (1867–1944), österreichische Schauspielerin
- Josefine Gallmeyer (1838–1884), österreichische Schauspielerin und Theaterdirektorin
- Josefine Hawelka (1913–2005), österreichische Kaffeehauslegende
- Josefine Klee-Helmdach (1903–1994), deutsche Rundfunkredakteurin, Theaterschauspielerin und Sprecherin
- Josefine Koebe (* 1988), deutsche Politikerin (SPD) und Ökonomin
- Josefine Kramer-Glöckner (1874–1954), österreichische Volksschauspielerin und Soubrette
- Josefine von Krepl, (* 1944), deutsche Modejournalistin und Modedesignerin
- Josefine Ollmann (1908–2022), deutsche Altersrekordlerin
- Josefine Preuß (* 1986), deutsche Schauspielerin
- Josefine Schalk (1850–1919), deutsche Malerin

Josefin:
- Josefin Brink (* 1969), schwedische sozialistische Politikerin
- Josefin Kipper (1928–1981), österreichische Schauspielerin
- Josefin Lillhage (* 1980), schwedische Schwimmerin
- Josefin Ljungman (* 1981), schwedische Schauspielerin
- Josefin Pettersson (* 1984), schwedische Eishockeyspielerin, siehe Josefin Shakya
- Josefin Schneider (* 1997), deutsche Wasserspringerin

Josephin:
- Josephin Busch (* 1986), deutsche Schauspielerin und Sängerin

### Fiktive Namensträgerinnen
- Josefine Mutzenbacher, fiktive Gestalt des gleichnamigen Romans
- Josefine, Maus in Franz Kafkas Erzählung Josefine, die Sängerin oder Das Volk der Mäuse
- Josefine, auch Finchen, Schnecke in der Fernsehserie Sesamstraße